# No Fuel Left for the Pilgrims
No Fuel Left for the Pilgrims è il terzo album del gruppo musicale hard rock D-A-D, pubblicato nel 1989. 

## Tracce
1. Sleeping My Day Away
2. Jihad
3. Point of View
4. Rim of Hell
5. ZCMI
6. True Believer
7. Girl Nation
8. Lords of the Atlas
9. Overmuch
10. Siamese Twin
11. Wild Talk
12. Ill Will

## Formazione
- Jesper Binzer - voce, chitarra
- Jacob Binzer - chitarra
- Stig Pedersen - basso
- Peter Lundholm Jensen - batteria